# 德德玛
德德玛（1947年—2023年11月28日），内蒙古额济纳旗人，中国蒙古族女中音歌唱家；中国音乐学院声乐系毕业。现为国家一级演员，内蒙古德德玛音乐艺术专修学院院长。曾学习蒙古族传统长调演唱方法，被誉为“草原上的夜莺”。

## 从艺经历
1960年8月，内蒙古额济纳旗乌兰牧骑正式成立，13岁的德德玛在中学班主任老师的建议下加入了乌兰牧骑。1961年，德德玛参加了为期三个月的全区乌兰牧骑培训班，并在培训班结束时为中共内蒙古自治区书记乌兰夫作的汇报演出中用蒙语独唱了《洪湖水浪打浪》。
德德玛15岁时，进入“内蒙古艺术学校”声乐研究班学习声乐；1964年17岁时，考入中国音乐学院声乐系继续深造。毕业后，她先后在“内蒙古巴彦淖尔盟文工团”、“内蒙古民族歌剧团”和“内蒙古歌舞团”担任独唱演员和歌剧演员。她既善于演唱蒙古族民歌，又能演唱大型艺术歌曲及西洋歌剧咏叹调。1978年，德德玛以一曲《美丽的草原我的家》受到歌唱界的极大关注。1982年后，德德玛调入“中央民族歌舞团”。
1990年代，德德玛曾在全国民族唱法十大女歌唱家比赛中，获得第一名；1995年，获得蒙古国“国家文化艺术最高奖”；1997年，又获“大阪国际艺术节”最高奖。
1998年3月，为庆祝中日邦交正常化25周年，德德玛应邀去日本演出。因为58天要演41场，已经53岁并患有高血压病的德德玛体力严重透支。4月2日在第25场演出时，德德玛突发脑溢血，然而她坚持把歌唱完；谢幕后，刚进后台，就昏倒在地。在昏睡了八天之后，刚刚苏醒的德德玛就被医生告知，她的右半身瘫痪，下半生将以轮椅为伴。
然而，德德玛并没有就此放弃。回国后，她每天上午到医院治病，下午就继续坚持练声。虽然她右半身瘫痪，但她并没有语言功能障碍。九个月之后，德德玛又重返舞台。2002年9月，德德玛凭借多方筹措的资金，在家乡创办了一所“内蒙古德德玛音乐艺术专修学院”，主要招收有艺术天份的牧民孩子。
2007年9月30日，“德德玛六十年怀旧经典演唱会”在北京展览馆剧场举办。观众还是发现了病痛给德德玛造成的影响，至今她的右手还是不能自由运动。
德德玛还是中国音乐家协会会员、中国少数民族文化艺术基金会理事；曾于2000年被评为“全国先进工作者”（劳动模范）。
2023年11月28日13点42分，德德玛因病医治无效在北京辞世，享年76岁。

## 经典曲目
- 《美丽的草原我的家》
- 《草原夜色美》
- 《草原上的风》
- 《走马》
- 《达古拉》
- 《天上的风》
- 《蓝色的蒙古高原》
- 《嘎达梅林》
- 《父亲的草原母亲的河》